# Магда Борисова
Магдалена Любомирова Борисова е българскка писателка и драматужка.

## Биография
Родена е на 14 ноември 1978 година в град Велико Търново. Завършва биологична паралелка в природо-математическата гимназия. Магистър е по право със следдипломна квалификация Криминология от Софийския университет. Работи като юрисконсулт, председател на местната комисия за борба с противообществените прояви на малолетни и 3 години е заместник-кмет на Община Златарица. От 2008 е общински съветник при Община Елена. От 2011 до 2015 е заместник-председател на общинския съвет в Елена. Също така е и съдебен заседател.
Пише хайку и разкази от ученическите си години. Има публикации в местни, национални и международни списания и вестници.
Издадени три сборника с детски пиеси и един с избрани пиеси за възрастни.
Осем от пиесите на Борисова са получили театрална реализация.
Четири са поставени на сцената на Варненския драматичен театър „Стоян Бъчваров“. През 2014-а е премиерата на „Голямото коледно приключения на...“, реж. Стоян Радев Ге. К, сценограф Даниела Николчова, последвано от 2015-а – „Голямото коледно приключение 2“, „Сън“ – 20.09.2017 г. През 2018-а „Коледата на госпожа Коледа“, реж. С. Радев Ге. К.
„Подарък за Дядо Коледа“ – в ДКТ „Васил Друмев“ Шумен декември 2017 г.
„Сблъсък“ – пиеса за възрастни в Драматичен театър „Сава Огнянов“ Русе на 1 март 2018 г.

## Литературни награди
- 2007 – отличена на международния хайку конкурс в Хърватия Klostar Ivanic
- 2008 – първо място на националния хайку конкурс на сп. Кръг
- 2009 – отличие от международен хайку конкурс в Лудбрег
- 2009 – отличие от националния конкурс за кратка проза „Цветница“
- 2009 – второ място за текст в конкурс на Община Габрово
- 2010 – първо място за разказ от Националния конкурс „Яна Язова“
- 2010 – второ място от конкурса за мото и лого за държавната Агенция контрол на храните към МЗХ
- 2011 – първо място от конкурс за слоган на ВиК Стара Загора
- 2011 – Победител в конкурса за детска пиеса на Варненския драматичен театър „Стоян Бъчваров“ пиесата „Сън“
- 2011 – трето място в конкурса за авторски произведения с повест на Е-книга ЕООД
- 2011 – второ място в раздел „Есеистика“ от националния конкурс посветен на Вапцаров НЧ – Благоевград
- 2012 – поощрителна награда за есе от националния конкурс посветен на Петър Парчевич Чипровци
- 2012 – трето място в раздел проза от национален конкурс за хумор „Каун“ Хасково
- 2012 – трето за разказ от националния конкурс „Яна Язова“
- 2012 – победител в раздел „Детска пиеса“ от националния драматичен конкурс организиран от Театераутор и Министерството на културата с пиесата „Приключения в Африка“
- 2012 – победител в раздел „Драма“ от националния литературен конкурс „Петър Ковачев“ организиран от Община Плевен с пиесата „Жени с куфари“
- 2013 – номинация за киносценария „Пророчеството“ в раздел „Първи киносценарии“ на Южна пролет – Хасково
- 2013 – номинация на пиесата „Голямото коледно приключение на Боцко“ на международния куклено-театрален фестивал „Михаил Лъкатник“ – Ямбол
- 2013 – номинация на пиесата „Пророчеството“ в конкурсната секция на Форум за антична драматургия – Стара Загора
- 2013 – поощрителна награда в раздел „Драма“ от националния литературен конкурс „Петър Ковачев“ организиран от Община Плевен за пиесата „Музика за слончета“
- 2014 – втора награда в националния конкурс „Дядо Йоцо гледа“ – Община Мездра
- 2015 – награда за куклена пиеса – „Бягството на малката таласъмка Тами“ от националния драматургичен конкурс „Иван Радоев“ – Плевен
- 2015 – награда в раздел „Драма“ от националния литературен конкурс „Петър Ковачев“ организирана от Община Плевен за пиесата „За/седнали“
- 2016 – поощрителна награда в конкурса за сатирична комедия организиран от сатиричния театър „Алеко Константинов“ за пиесата „Безпътният влак“
- 2016 – номинация в направление „Авторски прочит“ на Друмеви театрални празници за „Безпътният влак“
- 2017 – трето място от литературния конкурс организиран от консулството на Украйна
- 2017 – номинация от драматургичния конкурс „Иван Радоев“ – Плевен за пиесата „Летящият офис“
- 2017 – пиесата ѝ „Сблъсък“ влиза в шортлистата на конкурса „Славка Славова“ на театър 199
- 2017 – първо място от конкурса „Земя на пеещите колелета“ Генерал Тошево с разказа „Обратен завой“
- 2017 – второ място в конкурса за кратък разказ „Де е Витлеем“с разказа „Екскурзията“
- 2018 – номинация в националния конкурс за нова българска пиеса на тема „Родината“ на Нов български университет, и взема участие в творческа лаборатория с българския театрален режисьор Явор Гърдев
- 2018 – номинация от конкурса Драматургия за деца организиран от Международен клуб на таланта АРТТРОС Канада, за пиесата „Коледата на госпожа Коледа“

### Самостоятелни издания
- Хроника на един апокалипсис (Е-книга ЕООД, 2011)
- Пиеси за деца (Босилков Велико Търново, 2017)
- Пиеси за деца (ИК „Гаяна“, 2018)
- Избрани пиеси (ИК „Гаяна“, 2018)
- Куклени Пиеси (ИК „Гаяна“, 2019)

### Участие в съвместни издания
- На шефа с любов (разкази) – ИК Президент, 2014
- Нови български пиеси 2018 (отличени на пети конкурс на театър София) – Театър София, 2018
- Пиеси за родината (конкурс за нова пиеса на Нов български университет) – НБУ, 2018